# Софіївська сільська рада (Білгород-Дністровський район)
Софі́ївська сільська́ ра́да — колишня адміністративно-територіальна одиниця та орган місцевого самоврядування в Білгород-Дністровському районі Одеської області. Адміністративний центр — село Софіївка.

## Загальні відомості
Софіївська сільська рада утворена в 1965 році.
- Територія ради: 24,714 км²
- Населення ради: 540 осіб (станом на 2001 рік)

## Населені пункти
Сільській раді підпорядковані населені пункти:
- с. Софіївка

## Населення
За переписом населення 2001 року в сільській раді мешкало 539 осіб.

### Мова
Розподіл населення за рідною мовою за даними перепису 2001 року:
| Мова       | Відсоток |
| ---------- | -------- |
| українська | 74,63 %  |
| російська  | 17,96 %  |
| молдовська | 6,3 %    |
| болгарська | 0,56 %   |
| білоруська | 0,19 %   |

## Склад ради
Рада складається з 14 депутатів та голови.
- Голова ради:
- Секретар ради: Меряну Тетяна Дмитрівна

### Керівний склад попередніх скликань
| Прізвище, ім'я, по батькові | Основні відомості                                                          | Дата обрання | Дата звільнення |
| --------------------------- | -------------------------------------------------------------------------- | ------------ | --------------- |
| Гогулова Ольга Миколаївна   | Сільський голова, 1961 року народження, член Соціалістичної партії України | 26.03.2006   | 31.10.2010      |

Примітка: таблиця складена за даними сайту Верховної Ради України

### Депутати
За результатами місцевих виборів 2010 року депутатами ради стали:

#### За суб'єктами висування
| Суб'єкт висування | Кількість обраних депутатів | %    |
| ----------------- | --------------------------- | ---- |
| Партія регіонів   | 8                           | 57,1 |
| Самовисування     | 6                           | 42,9 |

#### За округами
| № округу        | Прізвище, ім'я, по батькові  | Дата визнання обраним | Освіта             | Партійна приналежність | Відомості про обраного депутата                       |
| --------------- | ---------------------------- | --------------------- | ------------------ | ---------------------- | ----------------------------------------------------- |
| Партія регіонів |                              |                       |                    |                        |                                                       |
| 1               | Гайдан Олександр Григорович  | 01.11.2010            | середня            | член Партії регіонів   | фермерське господарство «Софіївський», водій          |
| 5               | Меряну Тетяна Дмитрівна      | 01.11.2010            | вища               | член Партії регіонів   | Софіївська сільська рада, секретар                    |
| 6               | Варналі Ольга Григорівна     | 01.11.2010            | середня            | член Партії регіонів   | соціальний працівник                                  |
| 7               | Запша Галина Павлівна        | 01.11.2010            | вища               | член Партії регіонів   | Софіївська загальноосвітня школа І-ІІ ст., директор   |
| 9               | Сердюк Олена Володимирівна   | 01.11.2010            | вища               | позапартійна           | ТОВ «Софієнталь», заступник директора                 |
| 12              | Меркулова Тетяна Михайлівна  | 01.11.2010            | вища               | член Партії регіонів   | Софіївська загальноосвітня школа, заступник директора |
| 13              | Сердюк Сергій Вікторович     | 01.11.2010            | вища               | член Партії регіонів   | ТОВ «Сердюк», головний агроном                        |
| 14              | Сердюк Віктор Андрійович     | 01.11.2010            | вища               | позапартійний          | ТОВ «Сердюк», голова                                  |
| Самовисування   |                              |                       |                    |                        |                                                       |
| 2               | Орленко Наталя Павлівна      | 01.11.2010            | середня            | позапартійна           | сільський будинок культури, завідувачка               |
| 3               | Лозан Людмила Петрівна       | 01.11.2010            | середня спеціальна | позапартійна           | Сергіївський санаторій «Патрія», медична сестра       |
| 4               | Осадчук Галина Олександрівна | 01.11.2010            | середня спеціальна | член Партії регіонів   | ТОВ «Софієнталь», бухгалтер                           |
| 8               | Матяш Юлія Миколаївна        | 01.11.2010            | середня            | позапартійна           | ТОВ «Софієнталь», робітниця                           |
| 10              | Паталоха Людмила Анатоліївна | 01.11.2010            | середня            | позапартійна           | ТОВ «Софієнталь», головний бухгалтер                  |
| 11              | Пантелеєв Валерій Гаврилович | 01.11.2010            | середня спеціальна | позапартійний          | тимчасово не працює                                   |